# Parti démocratique populaire (Bhoutan)
Pour les articles homonymes, voir Parti démocratique populaire.
Le Parti démocratique populaire (dzongkha : མི་སེར་དམངས་གཙོའི་ཚོགས་པ་ ; translittération Wylie : mi-ser dmangs-gtsoi tshogs-pa), PDP, est un parti politique bhoutanais de centre gauche. Il est fondé le 24 mars 2007, dans le cadre des réformes ayant abouti en 2008 à l'établissement de la démocratie dans ce pays. Il est le premier parti politique officiellement reconnu au Bhoutan. Son fondateur est Sangay Ngedup, ancien Premier ministre et ancien ministre de l'Agriculture.
Le Parti démocratique populaire participe aux élections législatives du 24 mars 2008, et présente des candidats dans l'ensemble des 47 circonscriptions. Il ne remporte cependant que trois sièges, et Sangay Ngedup fut battu dans sa circonscription. Dorji Choden fut elle aussi a été largement battue et a quitté temporairement la politique pour aller travailler à l' Organisation des Nations unies.
Le parti a annoncé qu'il souhaite promouvoir :
- la croissance économique, conciliée au développement des régions et à une utilisation soutenable des ressources naturelles ;
- le développement du secteur privé, le désenclavement des régions et la promotion de « micro-entreprises » pour lutter contre la pauvreté ;
- la justice sociale et l'accès pour tous aux services de première nécessité (nourriture, abri, santé et éducation) ;
- une participation égale hommes-femmes dans les domaines sociaux, économiques et politiques ;
- la préservation et la promotion de la culture, des traditions, des croyances religieuses et des valeurs sociales et familiales bhoutanaises ;
- la protection de l'environnement (« héritage national » à préserver pour les générations futures) ;
- des relations amiables avec la communauté internationale, tout particulièrement avec l'Inde[4].

Il remporte les élections législatives de 2013, puis celles de 2024.

## Premier ministre issu du PDP

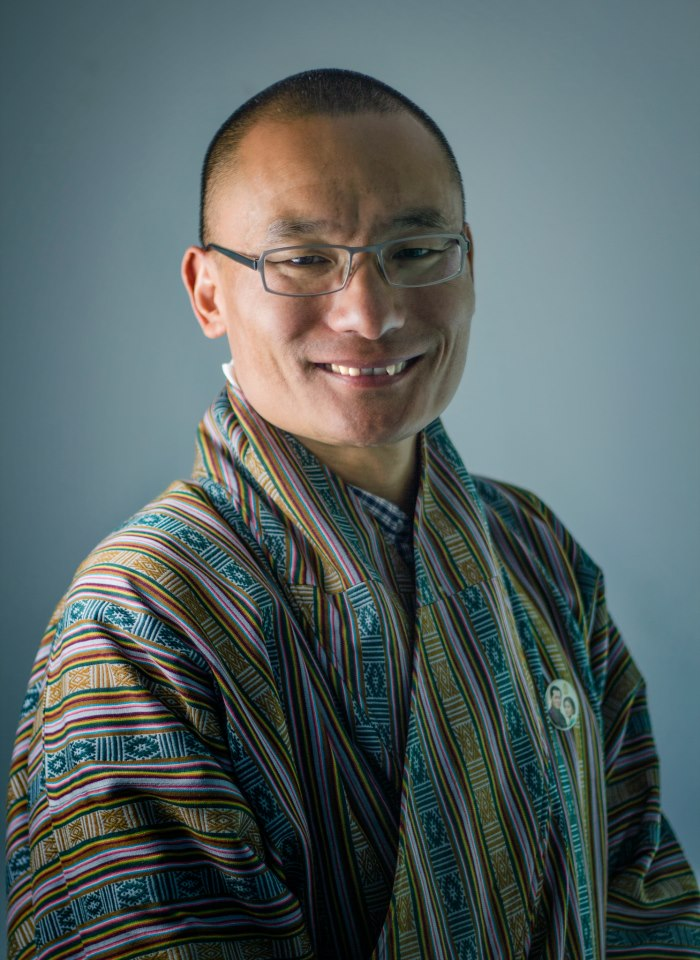
Tshering Tobgay: premier ministre de 2013 à 2018 et depuis 2024.

## Résultats électoraux
| Année     | Premier tour | Premier tour | Premier tour | Second tour        | Second tour        | Second tour        | Sièges  | +/-        | Position            |
| Année     | Voix         | %            | Rang         | Voix               | %                  | Rang               | Sièges  | +/-        | Position            |
| --------- | ------------ | ------------ | ------------ | ------------------ | ------------------ | ------------------ | ------- | ---------- | ------------------- |
| 2008      | 83 522       | 32,96        | 2e           | Pas de second tour | Pas de second tour | Pas de second tour | 2 / 47  | Parti créé | Opposition          |
| 2013      | 68 650       | 32,53        | 2e           | 138 760            | 54,88              | 1er                | 32 / 47 | 30         | Majorité            |
| 2018      | 79 883       | 27,44        | 3e           | Non qualifié       | Non qualifié       | Non qualifié       | 0 / 47  | 32         | Extra-parlementaire |
| 2023-2024 | 133 217      | 42,54        | 1er          | 179 652            | 54,98              | 1er                | 30 / 47 | 30         | Majorité            |